# Houcaris magnabasis
Houcaris magnabasis (лат.) — вымерший вид членистоногих рода Houcaris семейства Tamisiocarididae из отряда Radiodonta. Известен из отложений кембрийского периода из сланцев Пиоче и сланцев Pyramid в штате Невада (США). Иногда рассматривается как представитель семейства аномалокаридид (Anomalocarididae) или Amplectobeluidae.

## Описание

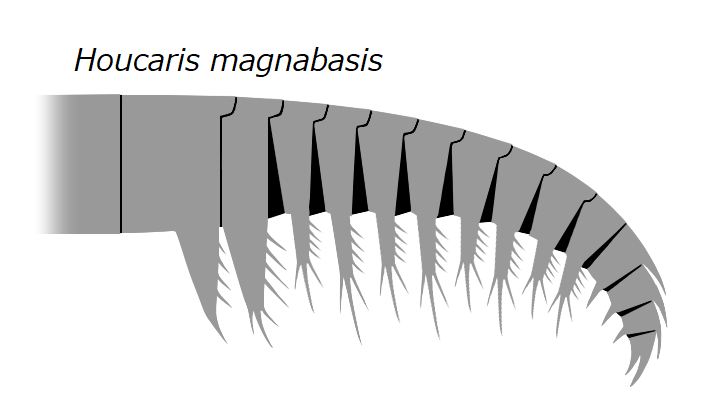
Фронтальный придаток H. magnabasis

Этот вид известен только по фронтальным придаткам и некоторым частичным окаменелостям ротового конуса (ротового аппарата) и щитков. Максимальная оценочная длина переднего придатка — 17,5 см.

## История изучения
Открыт в 2003 году и изначально назван Anomalocaris cf. saron. В 2019 году этот образец выделили в отдельный вид Anomalocaris magnabasis.